# 천천초등학교 (경기)
천천초등학교(泉川初等學校)는 대한민국 경기도 수원시 장안구 천천동에 있는 공립 초등학교이다.

## 학교 연혁
- 2002.05.01 천천초등학교 설립 인가
- 2002.03.01 천천초등학교 개교(18학급 편성)
- 2002.03.05 유치원 1학급 개원

## 참고 자료
- 천천초등학교 - 한국교육학술정보원 학교알리미